# Josef Kunský
Josef Kunský (6. října 1903 Sušice – 21. září 1977 tamtéž) byl český geomorfolog a vysokoškolský pedagog.

## Život

### Mládí a studia
Narodil se v Sušici, štepovačce Marii Kunské (* 1871). . V Sušici též vystudoval reálku, na které maturoval v roce 1922. Následně vystudoval Přírodovědeckou fakultu Univerzity Karlovy. Zde studoval přírodopis a zeměpis, později také matematiku a fyziku. Studium ukončil v roce 1928 dizertační prací „Studie o třetihorních štěrcích ve středních Čechách“ a získal doktorát. Po ukončení studií pracoval na několika pražských středních školách. Roku 1934 se habilitoval prací „Údolí Otavy“.

### Cesta na Island
Roku 1936 byl vedoucím expedice na Island a Faerské ostrovy. Zkoumal především tvary vulkanického a ledovcového reliéfu. Po návratu vznikl cestopis, který vyšel v r. 1958 německy pod názvem „Polarlicht über Vulkaninseln“ a v češtině vycházel především v rámci časopisu Širým světem.

### Akademická kariéra
V letech 1942–1945 pracoval v Ústředním ústavu geologickém. Po znovuotevření českých vysokých škol se v roce 1946 stal mimořádným profesorem fyzické geografie na UK. Na ní také vyučoval geomorfologii a fyzický zeměpis. Řádným profesorem se stal v roce 1949. V letech 1950–1952 byl Josef Kunský zvolen proděkanem Přírodovědecké fakulty Univerzity Karlovy a roku 1953 byl jmenován členem-korespondentem ČSAV.

## Dílo
Ve své vědecké práci se věnoval jak obecným fyzickyzeměpisným otázkám (Zeměpisný nákres: Blokdiagram), tak krasovým (Kras a jeskyně, Chýnovská jeskyně) a glaciálním otázkám (Zalednění Šumavy a šumavská jezera), napsal také dílo Čeští cestovatelé, slovem doprovodil fotografie Viléma Heckela v díle Naše hory.
Jeho popularizující příspěvky byly též zveřejňovány v časopise Pestrý týden. Josef Kunský byl dlouholetým členem redakčních rad odborných časopisů. Vedl například Zeměpisný magazín (1945–1950).